# Saint-Mard (Charente-Maritime)
Saint-Mard település Franciaországban, Charente-Maritime megyében. Lakosainak száma 1244 fő (2022. január 1.). Saint-Mard Bernay-Saint-Martin, Breuil-la-Réorte, Marsais, Saint-Saturnin-du-Bois és Surgères községekkel határos.

## Népesség
A település népessége az elmúlt években az alábbi módon változott:
| Lakosok száma | 948  | 935  | 865  | 962  | 1173 | 1209 | 1198 | 1206 | 1210 | 1244 |
|               | 1968 | 1982 | 1990 | 2006 | 2013 | 2015 | 2017 | 2019 | 2020 | 2022 |